# Klütz
Klütz (phát âm tiếng Đức: [ˈklʏts]) là một đô thị tại huyện Nordwestmecklenburg, bang Mecklenburg-Vorpommern, miền bắc nước Đức.